# Iglesia de Santa Marina (Valverde de Mérida)

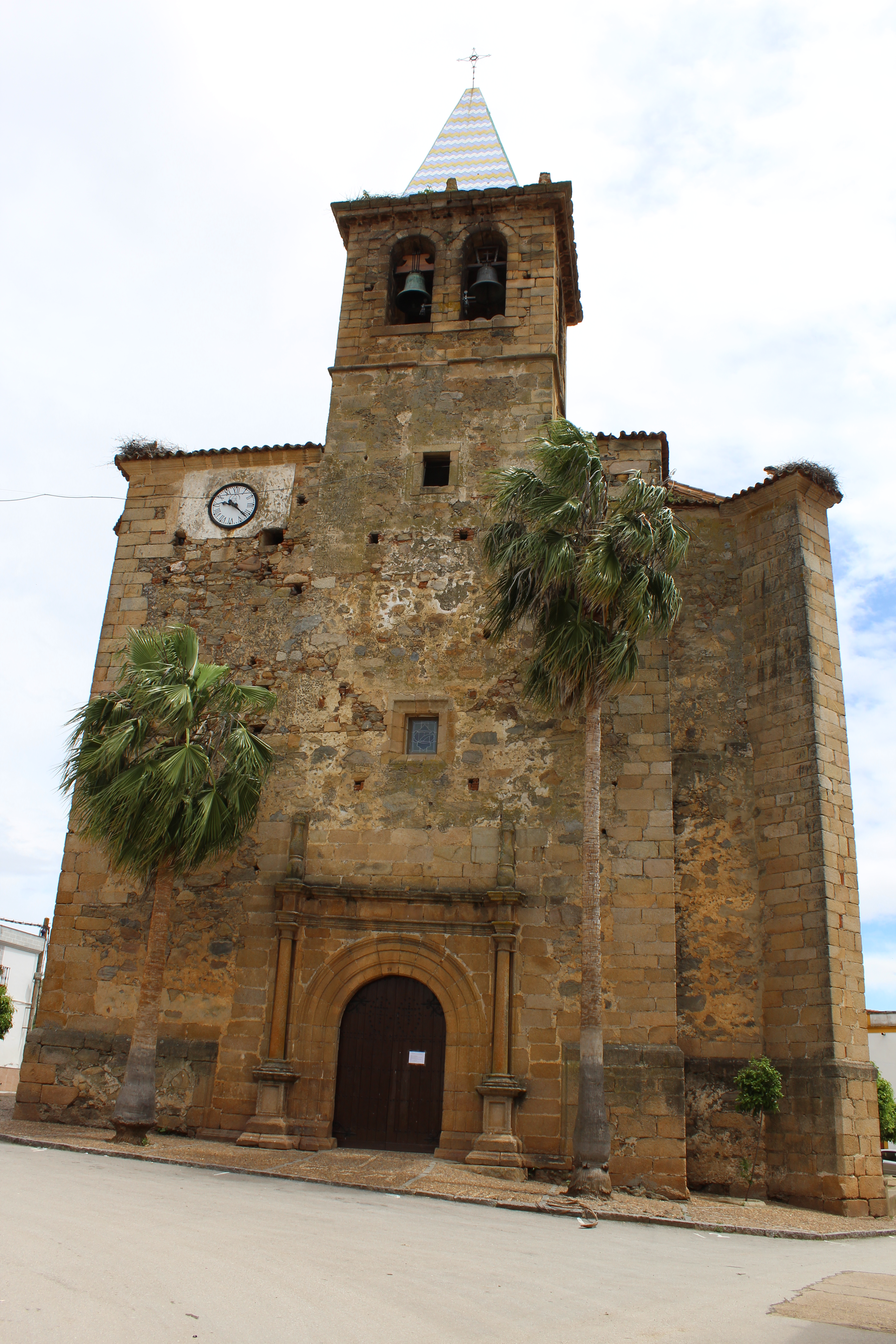
Fachada principal.

La Iglesia de Santa Marina de Valverde de Mérida es un edificio de considerables proporciones, construido con mampostería de piedra y cal sin relucir. La realización es originaria del siglo XVI con escasas intervenciones posteriores manteniéndose, en consecuencia, con notable grado de pureza en sus características primitivas.    

## Situación
Se alza en el centro de la población urbanística, cuya estructura condiciona, ocupando un ámbito espacial diáfano configurado por plazas y diversos remansos y ensanchamientos que modulan un entorno despejado de notable amplitud y movilidad visual. Al encontrarse exento y ligeramente sobreelevado en relación con los tejidos que lo rodean su contemplación se presenta despejada, ofreciendo en todo su circuito panorámicas morfológicas y especiales de notable interés ambiental.

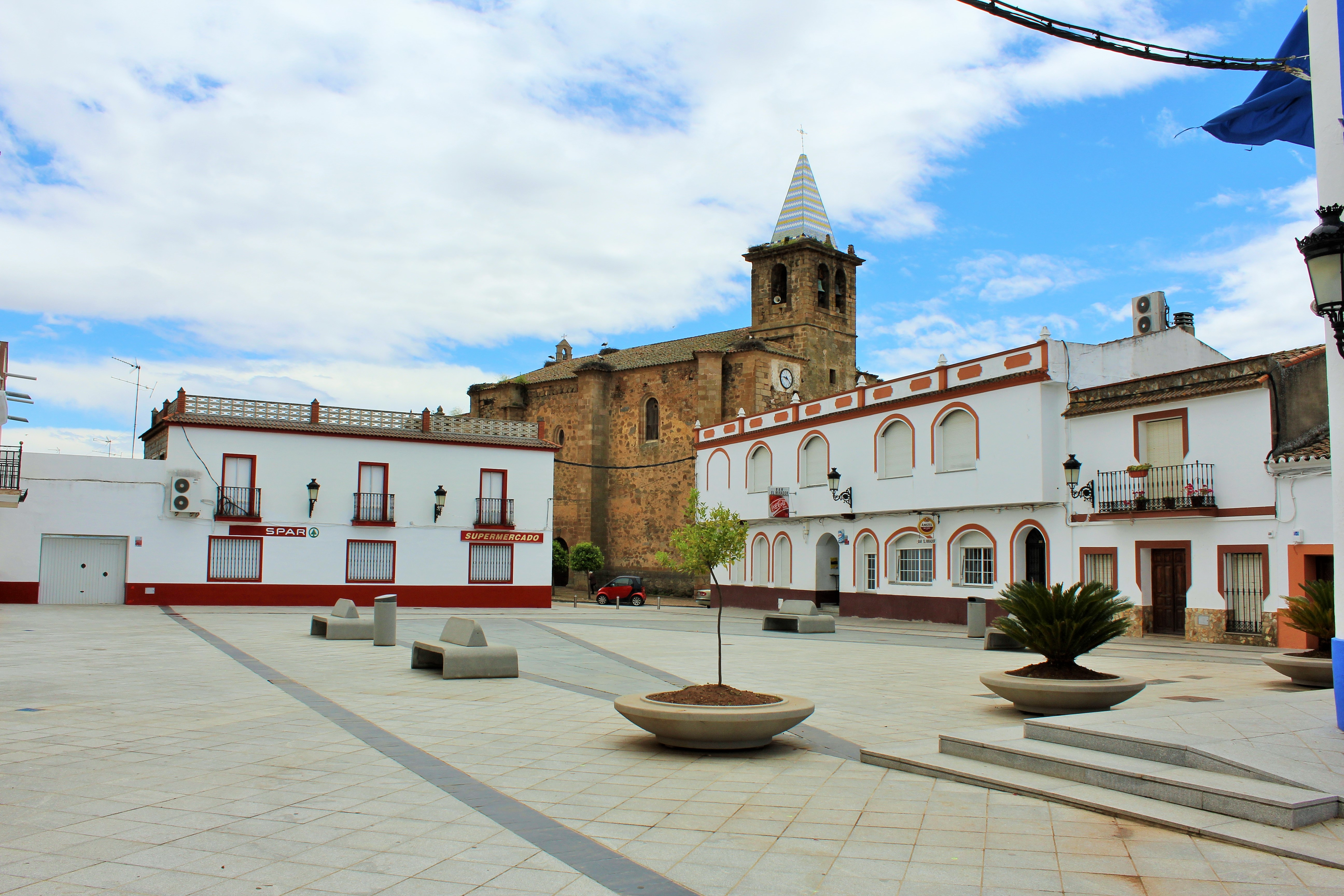
La iglesia se alza junto a la plaza principal.

Contribuyendo a tal efecto, un pequeño atrio que forma plataforma sobreelevada sobre el terreno se desarrolla por delante de la fachada de la Epístola, al fin de igualar el desnivel del asentamiento sobre el que se levanta el edificio. Tal irregularidad se compensa por el lado contrario por medio de tres gradas peldañeadas dispuestas por el interior de la nave ante portada del evangelio.

## Estructura
Constructivamente la fábrica de la obra está resuelta en mampostería de piedra y sillares de granito, material que abunda en todos sus componentes imprimiendo al edificio aspecto de acusada solidez, lo que, unido a sus grandes dimensiones, confiere a la iglesia un sobresaliente protagonismo formal, no solo con el ámbito en que se alza, sino de la población en general, de la constituye sin duda el hito más destacado. Entre los elementos volumétricos exteriores se distingue en particular la torre de la fachada delantera, de la que únicamente sobresale por encima de la línea de cubiertas el cuerpo de campanas, integrándose el resto en la caja de muros de la nave sin más distinción.
La parte alta exenta se formaliza como un airoso cuerpo cuadrangular de sillería, con acusada cornisa de remate, en el que se abren dos vanos en el frente y uno en los costados. La separa de la zona inferior una somera imposta. Como coronación ostenta un agudo capitel, en otro tiempo placado de azulejo vidriado. Los estribos están resueltos mediante sillares de cantería, siendo de menor volumen los correspondientes a la zona de cabecera.

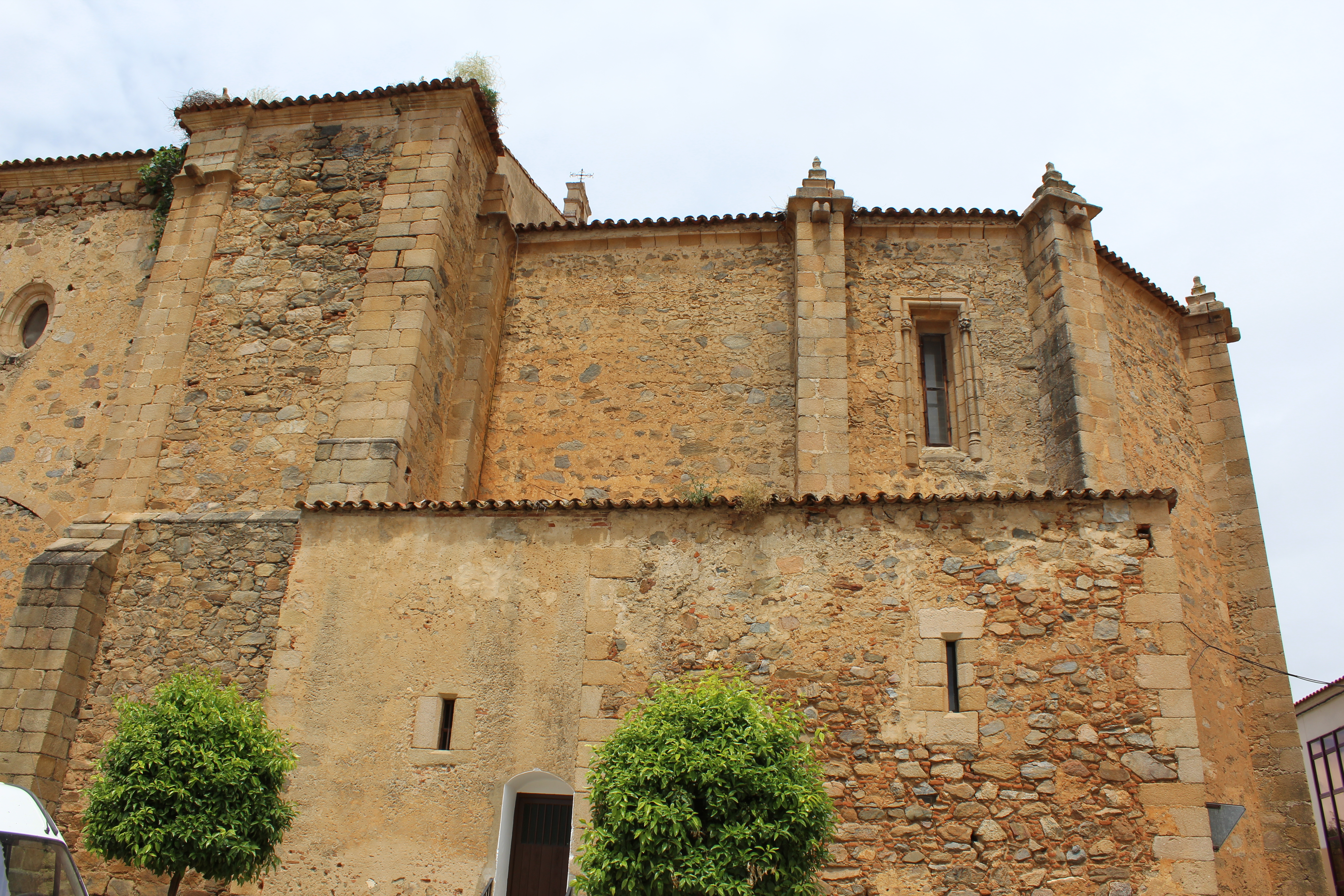
Ábside.

La obra se resuelve en planta como realización de nave única compartimentada en tres tramos, cabecera y atrio de acceso. A esta estructura se adosan como elementos de época posterior, la sacristía, que se aneja a la cabecera por el costado de la epístola, y una pequeña capilla por el contrario.
El cuerpo delantero se halla presidido por la torre fachada, en cuya base se abre el recoleto atrio que configura el acceso por la zona de los pies. A ambos lados de este vestíbulo se encuentran dos pequeñas piezas que sirven de alojamiento, la de la derecha, a la escalera de caracol que sube al coro y cuerpos altos de la torre, y la de la izquierda al antiguo baptisterio, en la actualidad habilitado como almacén de objetos litúrgicos. Tales dependencias se comunican con la nave principal mediante dos amplios arcos de medio punto que se abren en la planta baja, sobre los cuales se disponen otros en la planta baja, sobre los cuales se disponen otros dos al nivel del coro alto.
Sus cubiertas son de bóveda estrellada de crucería con los plementos de cantería granítica, sustentadas sobre semicolumnas cilíndricas también de granito. Una gruesa cornisa moldurada perimetral la nave en su totalidad a la altura de unos capiteles que rematan los fustes de las semicolumnas. A partir de los mismos, los apoyos principales se despliegan en haces de nervaduras para configurar la estructura de las crucerías. Su diseño corresponde al modelo de estrella con terceletes, algunos de gran volumen con decoración de variados motivos, entre los que destaca la cruz de Santiago. El reticulado de las crucerías se despliega con extensa amplitud originando un armónico conjunto de severa elegancia, que asume protagonismo fundamental entre los componentes del interior del templo.   
Una sencilla portada, abierta en el tramo central del presbiterio, comunica la capilla mayor con la sacristía por el lado de la Epístola. Consta la misma de un par de estancias de reducidas dimensiones. La primera capilla lateral que se aneja al tramo primero de la nave principal por el costado opuesto se cubre también con una bóveda de crucería estrellada, comunicando con el cuerpo de la iglesia a través de un arco de granito de rica ornamentación.

## Portadas exteriores

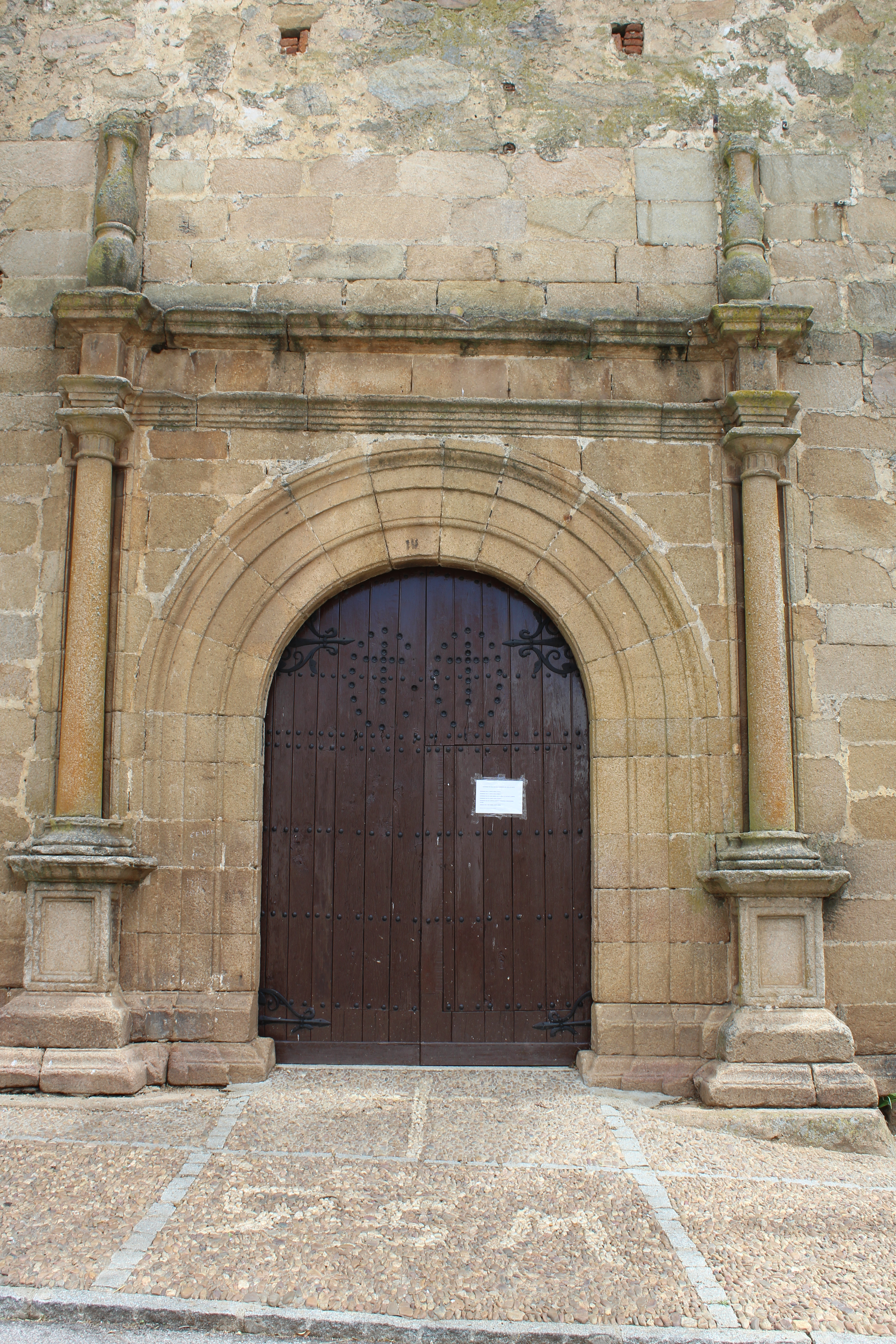
Portada principal.

Tres portadas de sobria resolución se abren en el exterior del templo. La principal, y de composición más elaborada, resulta la del Perdón o correspondiente a la fachada de los pies. Consiste en un arco de medio punto con triple platabanda de ancha moldura, flanqueado por finas y elegantes columnillas sobre altas bases a las que sirven de remate airosos pináculos, y sencillo entablamento de doble moldura adintelada por encima. La del costado del Evangelio se trata igualmente de un arco de medio punto configurado por sillares graníticos, al que sirve de enmarque una moldura formando alfiz.    
En la clave del arco figura un escudo de la Orden de Santiago. Más sencilla aún resulta la portada del lado del Evangelio, cuya estructura se reduce a un arco de medio punto, formado por dovelas graníticas de gran escuadría, que se abre directamente sobre un paño de sillares, coronado también por el emblema santiaguista.   
Las tres portadas ofrecen indudable interés por la armonía y equilibrio de su resolución.   
Especial mención merece la carpintería de las puertas, cuya fábrica y materiales —madera en piezas de gran escuadría y herrajes de forja— resultan originarios quizá del siglo XVIII. También resulta de interés el sencillo púlpito que se adosa al primer cuerpo de la nave, compuesto por piezas graníticas y apoyado en otra de mármol.

## Decoración
Así como la entidad arquitectónica de la obra se ha conservado hasta nuestros días sin degradar en su composición tradicional, los contenidos muebles dignos de mención son prácticamente inexistentes, no contándose con retablos, imaginería, ni otras realizaciones de valor, debido a los destrozos sufridos por la parroquia en 1936.
Cabe destacar un altar de Animas ejecutado a pincel, que se sitúa en un lateral de la nave principal sobre el costado del Evangelio.
La pintura carece de valor, pero la moldura que la enmarca resulta pieza muy atractiva. También merece ser citada una pieza granítica con inscripción ilegible, una losa funeraria, que se conserva en la sacristía. El altar mayor es obra moderna de fábrica, compuesto por dos columnas de orden gigante sobre las que se encuentran dos imágenes. Pieza de sobresaliente interés es una excelente obra de pintura que ocupa el altar. Se trata de una realización al óleo sobre lienzo, de 2 x 1.60 metros con remate semicircular, sobre una predela corrida en la que aparecen cuatro figuras, también de pincel y un escudo heráldico.   
La obra recoge la escena del abrazo de San Joaquín y Santa Ana ante la Puerta Dorada del templo de Jerusalén. La pieza, de clara influencia italiana y datable en el siglo XVII, es obra de un autor hoy no documentado.
- Datos: Q5911635
- Multimedia: Iglesia de Santa Marina, Valverde de Mérida / Q5911635